# Alive (singel Sonique)
Alive – singel brytyjskiej piosenkarki Sonique, wydany 1 września 2003 roku w celu promocji albumu Born to Be Free.
Kompozycję wyprodukował Dave James, który nad tekstem piosenki współpracował z Lee Bennettem i Alanem Rossem.
Singel ukazał się w Wielkiej Brytanii nakładem wytwórni fonograficznej Serious Records, zaś za jego wydanie w Niemczech odpowiedzialne były wydawnictwa Urban oraz Mercury Records. Utwór wykonywany był na festiwalu „Beach Party” w Gdyni.
Nad jednym z remiksów utworu, wokalistka współpracowała z włoskim producentem muzycznym Bennym Benassim.

## Listy utworów i formaty singla
| Maxi singel 1. „Alive” (Radio Edit) – 3:53 2. „Alive” (Benny Benassi Remix) – 5:31 3. „Alive” (Tomcraft Remix) – 3:41 4. „Alive” (Yomanda Remix) – 3:41 5. „Alive” (Video) – 3:53 CD single 1. „Alive” (Yomanda Remix) – 7:10 2. „Alive” (Benny Benassi Sfaction First Mix) – 5:30 3. „Alive” (Tomcraft Remix) – 7:03 | Promo 1. „Alive” (Original Mix) 2. „Alive” (Tomcraft Remix) 3. „Alive” (Benny Benassi Sfaction First Mix) 4. „Alive” (Conductor & The Cowboy Remix) 12" 1. „Alive” (Yomanda Remix) 2. „Alive” (Benny Benassi Sfaction Club Mix) 3. „Alive” (Tomcraft Remix) 4. „Alive” (Benny Benassi Sfaction First Mix) |

## Pozycje na listach
| Lista przebojów                    | Pozycja |
| ---------------------------------- | ------- |
| Wielka Brytania (UK Singles Chart) | 70      |
| Austria (Ö3 Austria Top 40)        | 33      |
| Niemcy (Media Control Charts)      | 39      |
| Szwajcaria (Schweizer Hitparade)   | 80      |